# Губернатор Шпицбергена

Герб губернатора Шпицбергена

Губернатор Шпицбергена (норв. Sysselmannen på Svalbard, англ. Governor of Svalbard) — высшее должностное лицо Норвегии на территории архипелага Шпицберген, являющегося суверенной землей.
Губернаторы назначаются норвежским Министерством Юстиции; в число его функции входит не только управление, но и охрана окружающей среды, посредничество, судебная власть и многое другое, в том числе и поддержка хороших отношений с русским сообществом в Баренцбурге.
В связи с этим, в состав губернского управления входят:
- переводчики с норвежского на русский, консультанты по туризму и др.
- судебная палата
- отдел по защите окружающей среды
- административный отдел, включающий в себя архив, финансовое управление и поддержку IT

Офис губернатора имеет в своем расположении несколько вертолетов, снежных мотоциклов, катеров. Бюджет губернского управления определяется Стортингом в пределах 60 миллионов крон, из которых большая часть уходит на поддержку транспорта.

## Список губернаторов Шпицбергена
| Имя                       | Дата назначения | Дата отставки |
| ------------------------- | --------------- | ------------- |
| Йоханнес Геркенс Басё     | 1925            | 1933          |
| Хельге Ингстад (и. о.)    | 1933            | 1935          |
| Вольмар Тико Марлов       | 1935            | 1941          |
| должность вакантна        | 1941            | 1945          |
| Хокон Балстад             | 1945            | 1956          |
| Одд Биркетведт            | 1956            | 1960          |
| Финн Бакер Мидтбё         | 1960            | 1963          |
| Толлеф Ландсверк          | 1963            | 1967          |
| Стефен Стефенсон          | 1967            | 1970          |
| Фредрик Бейшманн          | 1970            | 1974          |
| Лейф Элдринг              | 1974            | 1978          |
| Ян Грёндал                | 1978            | 1982          |
| Карл Александр Вендт      | 1982            | 1985          |
| Лейф Элдринг              | 1985            | 1991          |
| Одд Блумдаль              | 1991            | 1995          |
| Анн-Кристин Ольсен        | 1995            | 1998          |
| Мортен Рууд               | 1998            | 2001          |
| Одд Ульсен Ингерё         | 2001            | 2005          |
| Свен Оле Файернес (и. о.) | 2005            | 2005          |
| Пер Сефланд               | 2005            | 2009          |
| Одд Ульсен Ингерё         | 2009            | в должности   |